# Debbie Ferguson-McKenzie
Debbie Ferguson-McKenzie (Bahamas, 16 de enero de 1976) es una atleta bahameña, especialista en la pruebas de 4 × 100 m y 200 m, con las que ha llegado a ser campeona olímpica en 2000 y campeona mundial en 2001 respectivamente.

## Carrera deportiva
Algunos de sus más importantes triunfos deportivos son la medalla de oro que ganó en las Olimpiadas de Sídney 2000 en la prueba de relevos 4 × 100 m, quedando por delante de las jamaicanas y estadounidenses, y haciendo un tiempo de 41,95 segundos; otra medalla de oro en la misma prueba en Sevilla 1999 o también oro en los 200 m en Edmonton 2001, por delante de la estadounidense LaTasha Jenkins y la australiana Cydonie Mothersill.